# Marseille (Fernsehserie)
Marseille ist eine französische Fernsehserie von Dan Franck mit Gérard Depardieu in der Hauptrolle. Die Serie ist das erste französische Projekt der Online-Streaming-Plattform Netflix. Die erste Staffel besteht aus acht Episoden. Obwohl das Projekt extrem starke Ähnlichkeiten mit der Serie Boss des Senders starz aufweist, sehen viele Kritiker Parallelen zur ebenfalls von Netflix stammenden Serie House of Cards. Die Serie steht seit dem 5. Mai 2016 in allen von Netflix bespielten Ländern zur Verfügung. Am 6. Juni 2016 orderte Netflix eine zweite Staffel der Serie. Am 23. Februar 2018 wurde die zweite Staffel auf Netflix veröffentlicht. Nach zwei Staffeln wurde die Serie eingestellt.

## Handlung
Robert Taro war 20 Jahre Bürgermeister der Stadt Marseille. Seiner erkrankten Frau zuliebe will er sich aus der Politik zurückziehen und das Amt seinem Stellvertreter Lucas Barrès überlassen.
Taros Tochter Julia ist aus dem Ausland zurückgekehrt und beginnt ein Volontariat bei der Zeitung „La Provence“.  Ihre Recherchen führen sie in die Problemviertel der Stadt, wo sie den Kleinkriminellen Selim kennenlernt. Die beiden beginnen eine stürmische Affäre und provozieren damit Julias ehemaligen Freund Eric.
Als Taros designierter Nachfolger Lucas Barrès gegen eine geplante Luxus-Bebauung des Hafengeländes votiert, sieht der Bürgermeister sein politisches Vermächtnis in Gefahr. Hin- und hergerissen zwischen dem Wohl seiner Familie und den eigenen Ambitionen sieht Taro sich gezwungen, erneut zur Wahl anzutreten.
Er tritt gegen seinen ehemaligen Protegé an, der einen unerbittlichen Wahlkampf voller Hass und Intrigen führt. Letztlich stellt sich heraus, dass Lucas Barrès Taros unehelicher Sohn ist.

## Besetzung und Synchronisation
Die deutschsprachige Synchronisation der Serie erfolgt durch die VSI Berlin GmbH, Berlin unter Dialogbuch und Dialogregie von Marianne Groß.

### Hauptdarsteller
| Schauspieler      | Rollenname         | dt. Synchronsprecher |
| ----------------- | ------------------ | -------------------- |
| Gérard Depardieu  | Robert Taro        | Manfred Lehmann      |
| Benoît Magimel    | Lucas Barrès       | Marcus Off           |
| Géraldine Pailhas | Rachel Taro        | Anke Reitzenstein    |
| Stéphane Caillard | Julia Taro         | Janin Stenzel        |
| Nadia Farès       | Vanessa d'Abrantes | Katrin Zimmermann    |

### Nebendarsteller
| Schauspieler       | Rollenname             | dt. Synchronsprecher |
| ------------------ | ---------------------- | -------------------- |
| Guillaume Arnault  | Eric                   | Konrad Bösherz       |
| Hedi Bouchenafa    | Farid                  | Marcel Collé         |
| Nassim Si Ahmed    | Selim                  | Jacob Weigert        |
| Jean-René Privat   | Ange Cosini            | Matthias Deutelmoser |
| Pascal Elso        | Pierre Chasseron       | Lutz Riedel          |
| Carolina Jurczak   | Barbara                | Sarah Riedel         |
| Eric Savin         | Pharamond              | Uwe Büschken         |
| Hippolyte Girardot | Dr. Jean-Michel Osmont | Bernd Rumpf          |
| Lionel Erdogan     | Alain Costabone        | Florian Hoffmann     |
| Maruschka Detmers  | Sabine Avery           | Franziska Pigulla    |
| Nozha Khouadra     | Chaïma Joste           | Victoria Sturm       |

## Episodenliste

### Staffel 1 (2016)
| Nr. (ges.) | Nr. (St.) | Deutscher Titel                       | Originaltitel                | Erstveröffentlichung Frankreich | Deutschsprachige Erstveröffentlichung (D/A/CH) | Regie               | Drehbuch   |
| --- | --------- | ------------------------------------- | ---------------------------- | ------------------------------- | ---------------------------------------------- | ------------------- | ---------- |
| 1 | 1         | 20 Jahre                              | 20 ans                       | 5. Mai 2016                     | 5. Mai 2016                                    | Florent Emilio Siri | Dan Franck |
| Nach 20 Jahren im Amt des Bürgermeisters arbeitet Robert Taro an einem Großprojekt, das sein politisches Vermächtnis werden soll: die Neugestaltung des Hafens. Er zählt dabei auf die Unterstützung durch seinen jungen Stellvertreter und designierten Nachfolger Lucas Barrès, der bei der entscheidenden Abstimmung jedoch gegen das Projekt stimmt, um lang gehegte Rache an seinem Ziehvater zu üben. Die Mafia will das Projekt verhindern, weil das geplante Kasino am Hafen ihr Geschäft mit Geldspielautomaten ruinieren würde. Deshalb lässt Ange Cosini vor der Abstimmung eine Richterin umbringen; ihre Abwesenheit bei der Abstimmung verhindert Taros Entwicklungsprojekt. |           |                                       |                              |                                 |                                                |                     |            |
| 2 | 2         | Strohmann                             | Homme de paille              | 5. Mai 2016                     | 5. Mai 2016                                    | Florent Emilio Siri | Dan Franck |
| 3 | 3         | Krokodil                              | Crocodile                    | 5. Mai 2016                     | 5. Mai 2016                                    | Florent Emilio Siri | Dan Franck |
| 4 | 4         | Manipulation                          | Intox                        | 5. Mai 2016                     | 5. Mai 2016                                    | Florent Emilio Siri | Dan Franck |
| 5 | 5         | Aussprache                            | Face à Face                  | 5. Mai 2016                     | 5. Mai 2016                                    | Thomas Gilou        | Dan Franck |
| Eric verrät Julia, dass Selim mit ihm einen Juwelier überfallen hatte. Lucas offenbart Taro, dass er schon lange wusste, dass Taro sein Vater ist. Lucas kann ihm nicht verzeihen, dass dieser ihn und seine Mutter verlassen hatte. |           |                                       |                              |                                 |                                                |                     |            |
| 6 | 6         | Freiheit, Gleichheit, Gnadenlosigkeit | Liberté, Egalité, sans Pitié | 5. Mai 2016                     | 5. Mai 2016                                    | Thomas Gilou        | Dan Franck |
| Rachel konfrontiert Taro mit einer anonymen E-Mail, wonach Taro (wieder) ein Verhältnis mit Sabine Avery haben soll. Während Taro von Sabine erfährt, dass offenbar Lucas hinter der Denunziation steckt, trifft Rachel sich mit Lucas und Taro überrascht sie beim Sex. In der nächsten Szene haben Julia und Selim Sex im Treppenhaus. Julia und Taro produzieren weitere Rechnungen, die allerdings gefälscht sind und so den bisherigen Anschuldigungen die Glaubwürdigkeit entziehen sollen. Julia trifft sich mit der Informantin Claudia Marène, die im Gefängnis sitzt und ihr von Lucas Besuchen berichtet. Im Wahllokal kommt es zu einer erneuten Auseinandersetzung zwischen Eric und Selim, bei der Eric Selim mit einer Schere ersticht. |           |                                       |                              |                                 |                                                |                     |            |
| 7 | 7         | Stimme abgegeben                      | A voté                       | 5. Mai 2016                     | 5. Mai 2016                                    | Thomas Gilou        | Dan Franck |
| Nachdem Lucas ihre Avancen zurückgewiesen hat, stürzt Rachel sich von der Balustrade. |           |                                       |                              |                                 |                                                |                     |            |
| 8 | 8         | Der letzte Kampf                      | La Lutte Finale              | 5. Mai 2016                     | 5. Mai 2016                                    | Thomas Gilou        | Dan Franck |
| Taro nutzt den kritischen Gesundheitszustand seiner Frau als Begründung, um eine live übertragene Fernsehdebatte mit Lucas zu verlassen, just als dieser ihn mit einem Jahrzehnte zurückliegenden Banküberfall konfrontiert. Julia erfährt von ihrem ehemaligen Vorgesetzten bei der Zeitung „La Provence“, dass er gemeinsam mit dem Arzt der Familie Osmont Claudia Marène, die bei dem Raubüberfall verletzt wurde, in die Camargue brachte; dass ihr Vater in jener Zeit ein Verhältnis mit Claudia Marène hatte und die Nacht hindurchfuhr, um zu ihr zu gelangen und auf dem Rückweg übermüdet jenen schweren Unfall hatte, dessentwegen er abhängig wurde von Schmerzmitteln. Julia trifft sich daraufhin mit Lucas, um diesen mitzuteilen, dass Taro mitnichten seine Mutter bei der Polizei denunziert habe, sondern ihr vielmehr durch seinen Notruf das Leben gerettet hatte. |           |                                       |                              |                                 |                                                |                     |            |

### Staffel 2 (2018)
| Nr. (ges.) | Nr. (St.) | Deutscher Titel | Originaltitel | Regie               | Drehbuch   |
| --- | --------- | --------------- | ------------- | ------------------- | ---------- |
| 9 | 1         | Eidbruch        | Parjure       | Florent Emilio Siri | Dan Franck |
| Die Wahl artet in ein Chaos aus. Lucas steckt mitten im Zentrum des politischen Wahnsinns. Rachel gibt ein verhängnisvolles öffentliches Statement ab.                     |           |                 |               |                     |            |
| 10 | 2         | Dominanz        | Emprise       | Florent Emilio Siri | Dan Franck |
| Während sich Lucas an seine neue Aufgabe gewöhnt, wird die Stadt von einem hochkarätigen Todesfall erschüttert. Julia ist auf der Suche nach einem rätselhaften Mann.      |           |                 |               |                     |            |
| 11 | 3         | Eroberung       | Conquête      | Florent Emilio Siri | Dan Franck |
| Während Robert gegen den Verkauf des Stadions kämpft, drängt Jeanne Lucas zur Erhöhung der Sicherheitsmaßnahmen. Julias Verdacht führt sie auf gefährliches Terrain.       |           |                 |               |                     |            |
| 12 | 4         | Widerstand      | Résistance    | Laïla Marrakchi     | Dan Franck |
| Robert macht bei Julias Nachforschungen Fortschritte, Jeanne ist im Alleingang unterwegs und Rachel geht ein Risiko ein, um Tod zu helfen. Chahid plant seine Mission.     |           |                 |               |                     |            |
| 13 | 5         | Kapitulation    | Capitulation  | Laïla Marrakchi     | Dan Franck |
| Eric versucht, eine Tragödie zu verhindern, und Driss trifft eine unerwartete Aussage. Eine Krise versetzt Lucas in eine schwierige und verletzliche Lage.                 |           |                 |               |                     |            |
| 14 | 6         | Offenbarung     | Révélation    | Laïla Marrakchi     | Dan Franck |
| Umfassende Veränderungen im Rathaus lassen die Spannungen in Marseille aufflammen. Eric weiht Rachel in Julias Probleme ein. Jeanne macht eine beunruhigende Entdeckung.   |           |                 |               |                     |            |
| 15 | 7         | Aufgeben        | Abandon       | Florent Emilio Siri | Dan Franck |
| Die Stadt trauert um einen der ihren, doch Robert schwört, die Schuldigen zur Rechenschaft zu ziehen. Lucas hat mit Jeannes Neuigkeiten zu kämpfen. Eric gerät ins Wanken. |           |                 |               |                     |            |
| 16 | 8         | Gerechtigkeit   | Justice       | Florent Emilio Siri | Dan Franck |
| Julia verfolgt eine neue Erinnerungstaktik. Jeanne wagt zum Schutz ihrer Karriere einen drastischen Schritt. Robert und Lucas verbünden sich, um die Stadt zu retten.      |           |                 |               |                     |            |
| Alle Folgen der Staffel wurden am 23. Februar 2018 gleichzeitig auf Netflix veröffentlicht.                                                                                |           |                 |               |                     |            |

## Kritiken
Carolin Ströbele von Der Zeit kritisiert ein „Drehbuch, das wenig Überraschungen vorsieht“, sieht in maghrebinischen Drogenhändlern Stereotype statt Realismus und vermisst andererseits in den glatt polierten „Image-Bildern von Hafen, Kathedrale und Altstadtgässchen“ die „unfertige, wilde, chaotische Stadt“. „[D]ie üblichen graffitibesprühten Hochhausflure, die zerkratzten Aufzugtüren“ der Großwohnsiedlung Felix Pyat genügen ihr nicht.
Moze Halperin von Flavorwire bezeichnet insbesondere die Dialoge als albern („silly“) und weist darauf hin, dass die dramatische Bild-Montage des Vorspanns den falschen Eindruck erweckt, die Serie behandele Marseilles soziogeografische Problemzonen („the title sequence gives the very false impression of a show that will be about the geopolitics of Marseille, and the cultural intersections therein“).
James Poniewozik von der NYT bringt sein Urteil auf den Punkt, indem er Marseille als Telenovela und Seifenoper bezeichnet („The story is straight political soap.“). Er sieht in der Serie eine verpasste Gelegenheit, die Realitäten dieser Stadt zu nutzen als Ausgangspunkt für eine politische Erzählung über das gegenwärtige Europa mit seinen Spannungen zwischen Einwanderung, kulturellen Konflikten und dem Aufstieg rechtsextremer Strömungen („for a political story of modern Europe, with its tensions involving immigration, culture clashes and the rise of the right wing“).